# Lipnička
Lipnička (německy Klein Lipnitz) je malá vesnice, část města Světlá nad Sázavou v okrese Havlíčkův Brod. Nachází se asi 2 km na jihozápad od Světlé nad Sázavou. V roce 2009 zde bylo evidováno 49 adres. V roce 2001 zde trvale žilo 94 obyvatel.
Lipnička je také název katastrálního území o rozloze 2,4 km2.

## Obecní správa
Lipnička byla do roku 1985 samostatná obec. Od 1.7.1985 je částí města Světlá nad Sázavou. V letech 1869–1985 k obci Lipnička patřil Kochánov.